# 陳洵
陳洵（1445年—？），字匯之，浙江杭州府錢塘縣官籍，紹興府餘姚縣人。明朝政治人物。進士出身。

## 生平
成化七年（1471年）辛卯科浙江鄉試第八名。成化八年（1472年）壬辰科會試第二十九名，殿試登進士第二甲第二十七名。

## 家族
曾祖父陳性善，曾任行部吏曹郎中，贈太常寺少卿。祖父陳贄，曾任太常寺少卿。父亲陳嘉猷，曾任通政使司右通政。